# Ștefan Vasile
Ștefan Vasile (Brăila, 17 de febrero de 1982) es un deportista rumano que compitió en piragüismo en la modalidad de aguas tranquilas. Ganó cinco medallas en el Campeonato Europeo de Piragüismo, entre los años 2005 y 2012.

## Palmarés internacional
| Campeonato Europeo | Campeonato Europeo       | Campeonato Europeo | Campeonato Europeo |
| Año                | Lugar                    | Medalla            | Competición        |
| ------------------ | ------------------------ | ------------------ | ------------------ |
| 2005               | Poznań (Polonia)         | Medalla de plata   | K4 1000 m          |
| 2005               | Poznań (Polonia)         | Medalla de bronce  | K4 500 m           |
| 2006               | Račice (República Checa) | Medalla de plata   | K4 500 m           |
| 2011               | Belgrado (Serbia)        | Medalla de bronce  | K4 1000 m          |
| 2012               | Zagreb (Croacia)         | Medalla de plata   | K4 1000 m          |